# Bandiera di Panama
La bandiera panamense fu ispirata a quella degli Stati Uniti d'America. Il rosso (liberali) e il blu (conservatori) rappresentano i due partiti politici presenti all'atto della fondazione. Il bianco rappresenta la pace nella quale le istituzioni operano.
La bandiera è in uso dal 4 novembre 1925 e si basa sulla bandiera adottata nel 1903 e in seguito modificata. Fu il diplomatico panamense Manuel Amador Terreros a realizzare il primo disegno per la bandiera nella notte del 1º novembre 1903; secondo le sue intenzioni la bandiera doveva rappresentare il mondo politico panamense dell'epoca.
È usata come bandiera di comodo.

## Bandiere storiche

Bandiera dello Stato Sovrano di Panama, parte degli Stati Uniti di Colombia (1855-1886)
Proposta di bandiera presentata da Philippe Bunau-Varilla (1903)
Bandiera panamense (1903-1925)
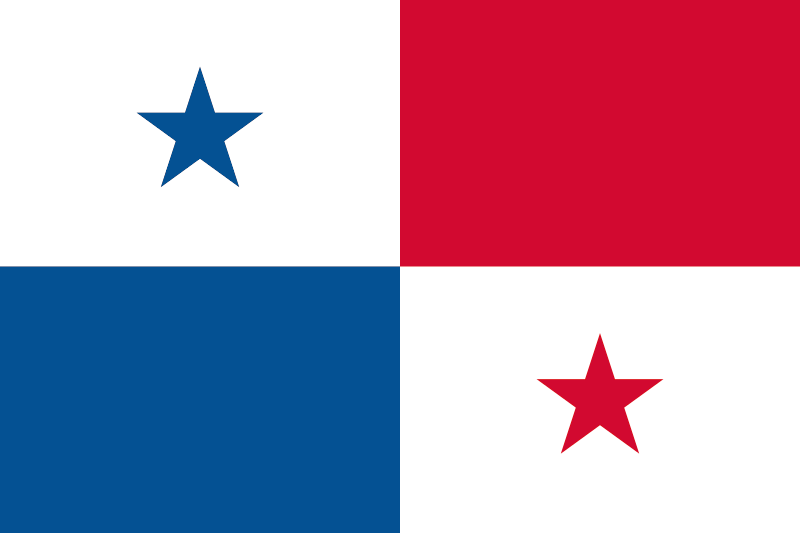
Bandiera panamese (1925-2025), identica a quella odierna ma con tonalità differenti